# Туалетный ёршик

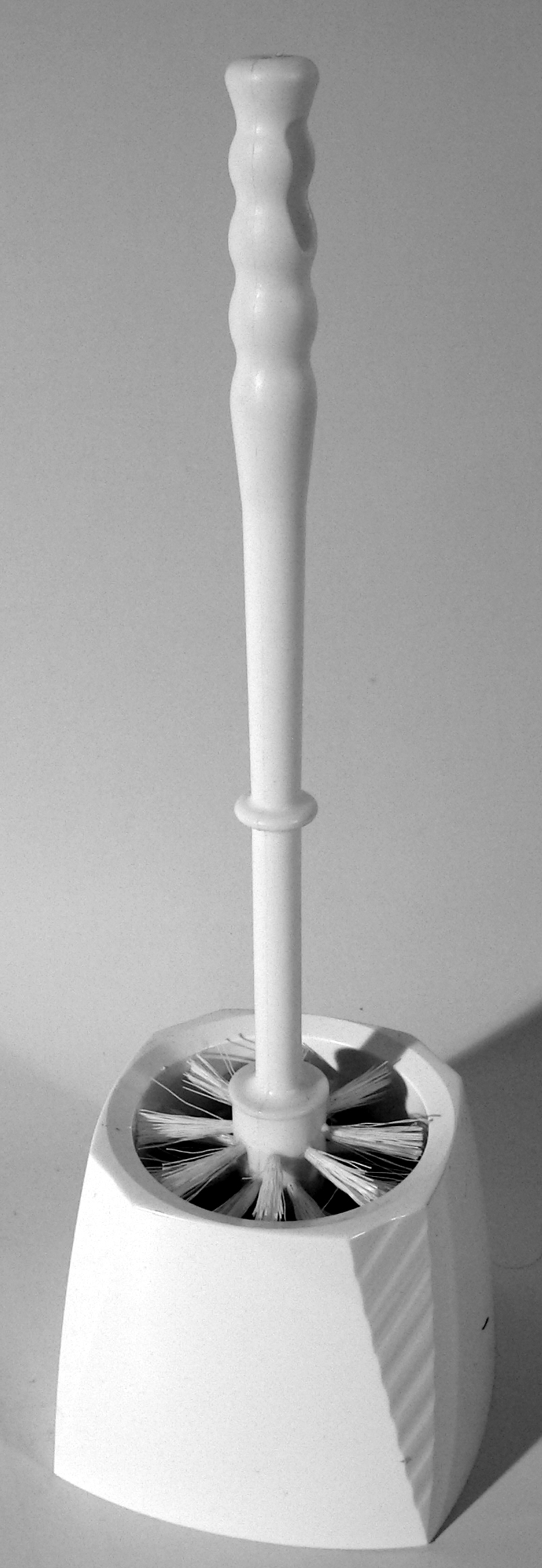
Туалетный ёршик

Туалетный ёршик (квач) — специальная щётка для чистки унитазов. Более гигиеничной альтернативой является гигиенический душ с функцией «гидроëршика», т.е. подачей струи высокого давления.

## Внешний вид
Ёршик состоит из рукоятки, на которой расположена щётка, и стакана-подставки. Рукоять и подставка недорогих ёршиков обычно делается из пластмассы, а щетина щётки делается из полиэтилена. В более дорогих вариантах используются алюминиевый сплав или нержавеющая сталь, стекло, керамика. Туалетный ёршик следует периодически дезинфицировать бытовыми дезинфицирующими средствами (самый экономичный вариант — хлорной известью или «Белизной») или менять каждые три месяца вследствие размножения опасных микроорганизмов. В стакан-подставку добавляются дезинфицирующие и моющие средства.
Срок службы ершика для унитаза составляет 6 месяцев, после чего его требуется заменять новым - помимо размножения опасных микроорганизмов, щетина со временем теряет свои свойства, сваливается, и очищать унитаз становится проблематичнее.

## История появления
Современный пластиковый ёршик был изобретён Уильямом Скоппом (William C. Schopp) в 1932 году. 19 сентября 1933 его «Прибор для чистки» (англ. Сleaning device) был запатентован. В том же 1933 году производством занялась Addis Brush Company. Интересно, что впоследствии на основе конструкции пластиковой щётки Addis Housewares создала искусственную ёлку.

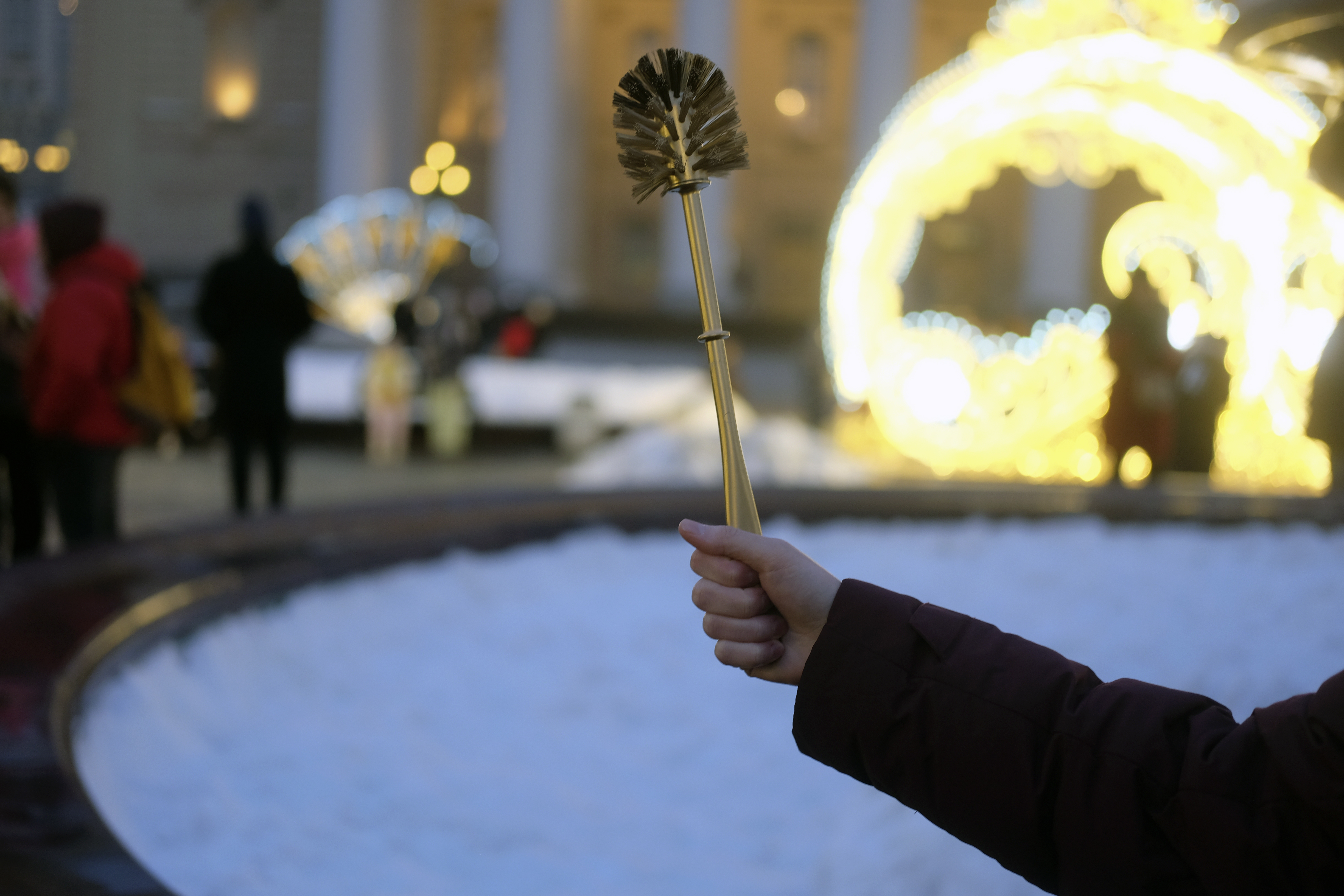
Позолоченный туалетный ёршик, Москва, 23 января 2021 года

## В массовой культуре
Туалетный ёршик стал одним из символов массовой международной акции протеста, состоявшейся 23 января 2021 года. Причиной тому стала информация из расследования «Фонда борьбы с коррупцией», что в предполагаемую личную резиденцию президента Владимира Путина данный предмет закупался по цене около 700 евро. Также в России существует антипремия «Золотой ёршик», созданная политической партией «Яблоко», за самые расточительные государственные закупки.